# Chenailler-Mascheix
Chenailler-Mascheix é uma comuna francesa na região administrativa da Nova Aquitânia, no departamento de Corrèze. Estende-se por uma área de 15,82 km². Em 2010 a comuna tinha 210 habitantes (densidade: 13,3 hab./km²).